# Xã Sandstone, Quận Pine, Minnesota
Xã Sandstone (tiếng Anh: Sandstone Township) là một xã thuộc quận Pine, tiểu bang Minnesota, Hoa Kỳ. Năm 2010, dân số của xã này là 824 người.